# Akihiro Ōta
Akihiro Ōta (太田 昭宏, Ōta Akihiro), né le 6 octobre 1945 à Shinshiro, dans la préfecture d'Aichi, est un homme politique japonais. Il est ministre du Territoire, des Infrastructures, des Transports et du Tourisme de 2012 à 2015.